# Catedrala Maica Tereza din Priștina
Catedrala „Maica Tereza” din Priștina (în albaneză Katedralja e Nënë Terezës në Prishtinë, în sârbă Катедрала Мајке Терезе в Приштини, cu alfabetul latin: Katedrala Majke Tereze u Prištini) este o catedrală romano-catolică construită în orașul Priștina din Kosovo. În 2007 guvernul provinciei Kosovo a aprobat planurile pentru construcția clădirii. Sfânta patroană a lăcașului este călugărița misionară Maica Tereza.

## Istoric
Piatra de temelie a noii catedrale a fost pusă de președintele Republicii Kosovo, Ibrahim Rugova, care era de religie musulmană. Construcția catedralei, începută în 2011, a declanșat unele controverse în cercurile musulmane, fiind considerată supradimensionată în raport cu numărul mic de catolici din acea zonă.
După terminarea catedralei, Dieceza romano-catolică de Prizren-Priština și-a mutat reședința de la Prizren la Priștina. Catedrala romano-catolică este una dintre cele mai înalte clădiri din Priștina.

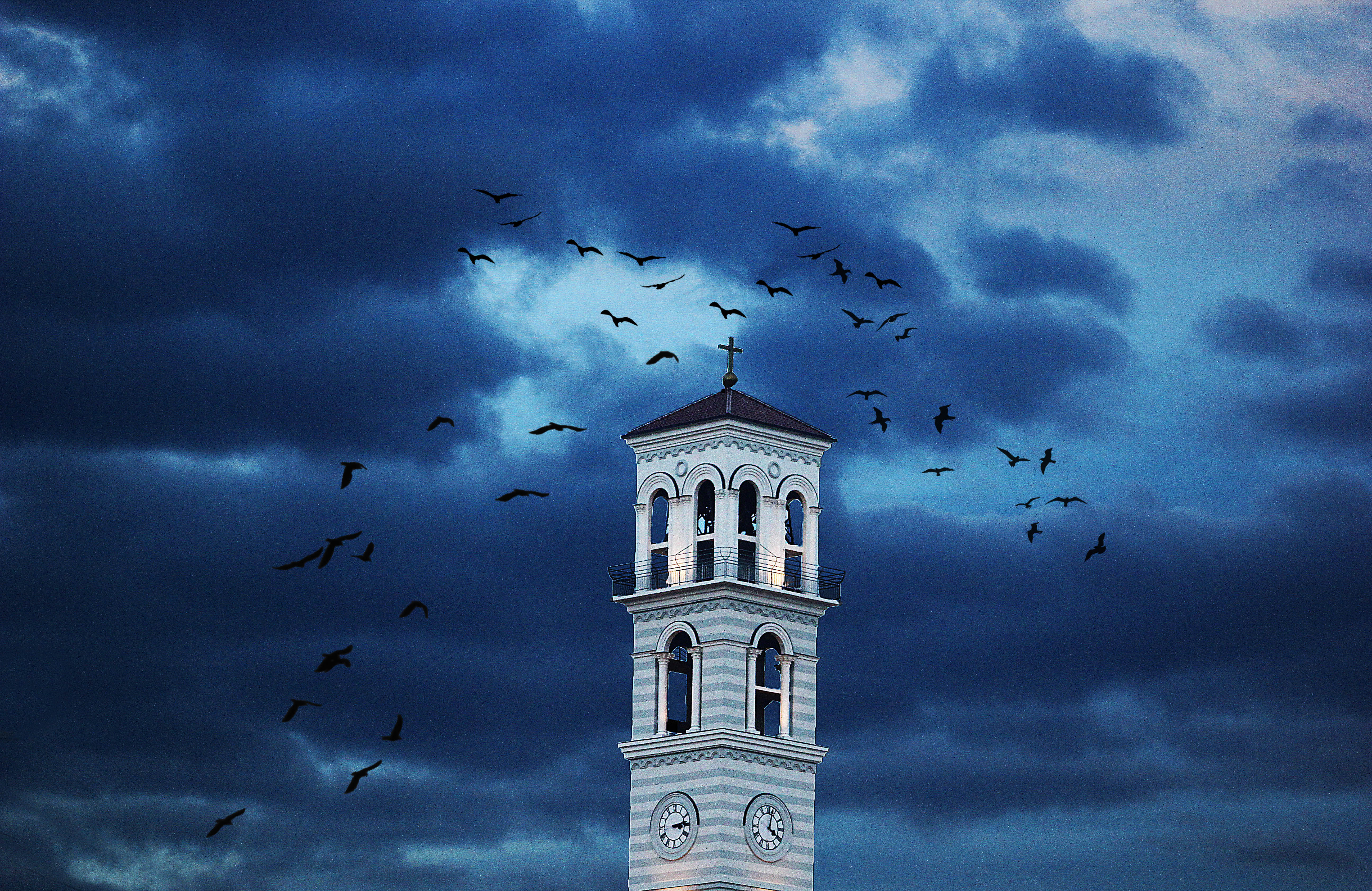
Turnul clopotniță

În ianuarie 2015 a avut loc în catedrala neterminată o expoziție care a evocat istoria comună a albanezilor și a Austriei. La aceasta au participat președintele Republicii Kosovo, Atifete Jahjaga, și ministrul austriac de externe Sebastian Kurz.
Trimisul papei Francisc la sfințirea catedralei, care a avut loc pe 5 septembrie 2017, a fost cardinalul Ernest Simoni, care a supraviețuit detenției de 18 ani din timpul dictaturii din Republica Populară Socialistă Albania.

## Vezi și
- Maica Tereza
- Priștina

## Legături externe
- On new foundations – The construction of the Cathedral of Blessed Mother Teresa in Pristina, a video on YouTube from the Catholic Radio and Television Network (CRTN) about the construction of the Cathedral.